# Marilyn Solaya
Marilyn Solaya (l'Havana, 6 d'agost de 1970) és una actriu, guionista, productora i directora cubana.

## Trajectòria
Solaya va estudiar en l'Institut Superior d'Art de Cuba la Llicenciatura en Art dels Mitjans de comunicació Audiovisuals amb l'especialitat de Direcció.
Va començar la seva carrera cinematogràfica com a actriu en 1993 en la pel·lícula Fresa y chocolate amb el personatge de Vivian. Entre 1992 i 1993 va treballar com a assistent d'adreça per a la televisió en sèries dramatitzades i de 1992 a 1994 en el Centre Nacional d'Experimentació i Promoció de les Escoles d'Art.
Posteriorment va participar en diverses coproduccions amb l'Institut Cubà de l'Art i Indústria Cinematogràfics i en curtmetratges de la Escola Internacional de Cinema i Televisió de San Antonio de los Baños.

## Obres
Directora
- Show Room (1996)
- Alegrías (1999)
- Hasta que la muerte nos separe (2001)
- Mírame mi amor (2002)
- Retamar (2004)
- En el cuerpo equivocado (2010)
- Vestido de novia (2014)
- En busca de un espacio (2019)

Guionista
- Show Room (1996)
- Alegrías (1999)
- Hasta que la muerte nos separe (2001)
- Mírame mi amor (2002)
- Vestido de novia (2014)
- En busca de un Espacio (2019)

Actriu
- Fresa y chocolate (1993)
- Despabílate amor (1996)
- Sensibile (1998)
- Resonancias (1998)
- Omerta III La ley del silencio (1998)

Productora
- Show Room (1996)
- Alegrías... (1999)
- En busca de un espacio (2019)

## Premis i reconeixements
| Pel·lícula                     | Any       | Festival / Institució | Premi                                                                         | Resultat        |
| ------------------------------ | --------- | --- | ----------------------------------------------------------------------------- | --------------- |
| Hasta que la muerte nos separe | 2002      | Unión de Escritores y Artistas de Cuba | Premi Caracol Millor Documental                                               | Guanyadora      |
| Hasta que la muerte nos separe | 2002      | Muestra de Nuevos Realizadores. ICAIC | Premi Riesgo y Búsqueda Artísticas                                            | Guanyadora      |
| Hasta que la muerte nos separe | 2005      | Festival Nacional i Mostra Internacional de Curtmetratges FENACO, Perú | Millor Documental Internacional                                               | Guanyadora      |
| En el cuerpo equivocado        | 2009/2010 | DocTV Latinoamérica | Programa de foment a la producció i teledifusió del documental llatinoamericà | Guanyadora      |
| En el cuerpo equivocado        | 2011      | Festival Internacional de Cinema Invisible "Film Sozialak" Bilbao | Millor Llargmetratge                                                          | Menció Especial |
| En el cuerpo equivocado        | 2011      | Unión de Escritores y Artistas de Cuba | Premi Caracol Millor Direcció                                                 | Ganadora        |
| En el cuerpo equivocado        | 2011      | Festival Internacional de Cinema Invisible "Film Sozialak" Bilbao | Premi Millor Llargmetratge de Cinema Invisible                                | Menció Especial |
| En el cuerpo equivocado        | 2011      | Festival Internacional de Documentals "Santiago Álvarez in Memoriam" | Millor Documental                                                             | Guanyadora      |
| Vestido de novia               | 2006      | Fons de Foment a l'Audiovisual de Centroamèrica i Cuba | Premi Cinergia per Desenvolupament de Projecte                                | Guanyadora      |
| Vestido de novia               | 2013      | 35è Festival Internacional del Nou Cinema Llatinoamericà de l'Havana | Premi de Postproducció ‘Nuestra América Primera Copia’                        | Guanyadora      |
| Vestido de novia               | 2014      | 36è Festival Internacional del Nou Cinema Llatinoamericà de l'Havana | Menció d'Honor categoria Opera Prima                                          | Guanyadora      |
| Vestido de novia               | 2014      | 36è Festival Internacional del Nou Cinema Llatinoamericà de l'Havana | Premi de la Popularitat                                                       | Guanyadora      |
| Vestido de novia               | 2014      | Centre Memorial Martin Luther King, col·lateral al 36è Festival Internacional del Nou Cinema Llatinoamericà                                                                        | Premi Caminos                                                                 | Guanyadora      |
| Vestido de novia               | 2014      | Red de Realizadoras Cubanas, col·lateral al 36 Festival Internacional del Nou Cinema Llatinoamericà                                                                                | Premi Sara Gómez                                                              | Guanyadora      |
| Vestido de novia               | 2014      | Portal del Cinema i l'Audiovisual Llatinoamericà i Del Carib, de la Fundació del Nou Cinema Llatinoamericà, col·lateral al 36 Festival Internacional del Nou Cinema Llatinoamericà | Premi Cibervoto Òpera Prima                                                   | Guanyadora      |
| Vestido de novia               | 2015      | HFFNY Havana Film Festival in NY | Millor actriu (Isabel Santos)                                                 | Guanyadora      |
| Vestido de novia               | 2015      | Festival de Màlaga | Premi del Públic                                                              | Guanyadora      |
| Vestido de novia               | 2015      | Torino Gay and Lesbian Film Festival | Premi del Públic                                                              | Guanyadora      |
| Vestido de novia               | 2015      | Sistema de las Naciones Unidas en Cuba | Premi Únete                                                                   | Guanyadora      |
| Vestido de novia               | 2015      | Festival Internacional de Cinema Invisible "Film Sozialak" Bilbao | Millor obra realitzada per una dona                                           | Ganadora        |
| Vestido de novia               | 2015      | Festival Internacional de Cinema Invisible "Film Sozialak" Bilbao | Premi del Públic                                                              | Guanyadora      |
| Vestido de novia               | 2015      | Festival Internacional de Cine LGBT de Santo Domingo OUTFEST | Millor pel·lícula                                                             | Guanyadora      |
| Vestido de novia               | 2016      | Premis Goya | Millor pel·lícula iberoamericana                                              | Nominada        |